# Paul Sarauw
Paul Sarauw, född 30 november 1883, död 24 april 1959, var en dansk författare och dramatiker. Sarauw är främst känd för sina manus till danska filmer. Han skrev 49 filmmanus mellan åren 1916 och 1959.

## Filmografi

### Manus i urval
- 1915 – Trold kan tæmmes
- 1932 – En natt i Köpenhamn
- 1932 – Lalla vinner!
- 1932 – Odds 777
- 1933 – Nyhavn 17
- 1937 – Plat eller krone
- 1937 – Det begyndte ombord
- 1940 – Pas på svinget i Solby
- 1941 – Frk. Kirkemus
- 1944 – Teatertosset
- 1951 – Fireogtyve timer
- 1951 – Fra den gamle købmandsgård
- 1958 – Styrmand Karlsen

### Manus till svensk film
- 1946 – Onsdagsväninnan

## Pjäser
- Peter den store 1930
- Den kloge mand (Kloka gubben, 1936)
- Lille Napoleon 1942